# ياسوهيد إيهارا
ياسوهيد إيهارا (باليابانية: 井原 康秀) (مواليد 8 مارس 1973 في محافظة ساغا)، هو لاعب كرة قدم ياباني سابق كان يلعب كمدافع.

## روابط خارجية
- ياسوهيد إيهارا على موقع رابطة كرة القدم اليابانية للمحترفين (اليابانية)
- ياسوهيد إيهارا على موقع عالم كرة القدم.نت (الإنجليزية)